# Ceratinoderma
Ceratinoderma is een geslacht van wantsen uit de familie van de Tingidae (Netwantsen). Het geslacht werd voor het eerst wetenschappelijk beschreven door Carl Stål in 1873.

## Soorten
Het genus bevat de volgende soorten:

- Ceratinoderma fornicata Stål, 1873
- Ceratinoderma kivuensis Schouteden, 1955
- Ceratinoderma stali Duarte Rodrigues, 1988